# Jerusalema (film)
Jerusalema (id.) è un film sudafricano del 2008 scritto e diretto da Ralph Ziman. È stato selezionato dall'Academy per la nomination all'Oscar come miglior film straniero, senza però arrivare in finale, ma ha invece vinto nel 2009 la XII edizione dello Zanzibar International Film Festival.

## Produzione
Jerusalema è basato sulla storia vera di Lucky Kunene, un malvivente che negli anni novanta riuscì a prendere possesso del mercato immobiliare del quartiere malfamato Hillbrow di Johannesburg, noto per essere stato un ghetto bianco durante il periodo dell'apartheid e per essere sempre più decaduto fino ad essere, oggi, un quartiere i cui convive lo slum urbano e l'area residenziale di alto livello (normalmente in possesso della malavita). Ralph Ziman ha indagato sulla storia di Kunene intervistando giornalisti, poliziotti, assistenti sociali ed avvocati e venendo infine a scoprire che l'usurpazione di un palazzo tramite coercizione illegale è un fenomeno molto comune nella zona, ed ha scritto il suo film sulla base delle sue ricerche per realizzare con il suo film uno «sguardo realistico e duro su Johannesburg, ma anche riflettere le speranze e le aspirazioni dei suoi cittadini. Quando si guarda a Hillbrow da lontano, sembra una città splendente sulla collina, la Nuova Gerusalemme che sarà la nostra salvezza, ma quando si arriva sulla sua strada, si trova un'altra storia». Per questo il regista ha usato nel film il canto popolare Jerusalema dicendo che «potrebbe sembrare una cosa piuttosto cinica, ma sottolinea anche un senso continuo di speranza». Oltre alla narrazione della storia di Kunene, Ziman ha tentato anche di ricercare l'eventuale parallelismo fra l'ondata criminale della zona con i continui cambi politici a cui è soggetto il paese.
Il produttore Tendeka Matatu ha affermato che anche il background dei personaggi è basato sulle ricerche per il film: «abbiamo incontrato molti veterani dell'MK che vivono sul baratro della povertà e che, dopo aver combattuto per una vita migliore, ora si sentono traditi».
La produzione di Jerusalema è stata molto difficile: il regista ha faticato a trovare i fondi quando il South Africa's National Film and Video Foundation ha rifiutato di investire nel film. Nonostante infine si sia riusciti a trovare dei soldi, Ziman ha comunque commentato che erano meno di quelli che lui stesso aveva avuto a disposizione per girare dei videoclip musicali raccontando di aver «usato skateboard come fossero telecamere dolly e telecamere di vecchia generazione per girare. Abbiamo dovuto ridurre il personale, ma credo che nessuno che vedrà il film se ne accorgerà».